# Loc-Eguiner-Saint-Thégonnec
Loc-Eguiner-Saint-Thégonnec (Logeginer-Sant-Tegoneg em bretão) foi uma antiga comuna francesa na região administrativa da Bretanha, no departamento Finisterra. Estendia-se por uma área de 7,98 km². Em 2010 a comuna tinha 320 habitantes (densidade: 40,1 hab./km²).
Em 1 de janeiro de 2016, passou a formar parte da nova comuna de Saint-Thégonnec Loc-Eguiner.